# Procés industrial
Un procés industrial, procés de fabricació, manufactura o producció és el conjunt d'operacions necessàries per modificar les característiques de les matèries primeres. Aquestes característiques poden ser de naturalesa molt variada com ara la forma, la densitat, la resistència, la mida o l'estètica. Es realitzen en l'àmbit de la indústria. En la immensa majoria dels casos, per a l'obtenció d'un determinat producte seran necessàries multitud d'operacions individuals de manera que, depenent de l'escala d'observació, es pot denominar procés tant al conjunt d'operacions des de l'extracció dels recursos naturals necessaris fins a la venda del producte com a les realitzades en un lloc de treball amb una determinada màquina eina.

## Famílies
En l'àmbit industrial es solen considerar convencionalment els processos elementals que s'indiquen, agrupats en dues grans famílies:

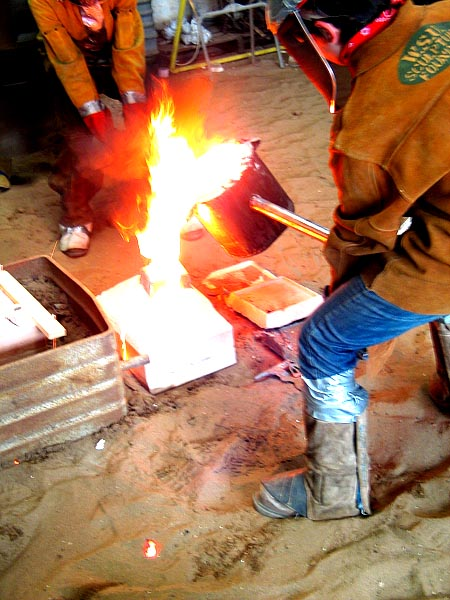
Fosa en sorra

### Tecnologia mecànica
- Emmotllament
  - Fosa: procés de fabricació de peces, comunament metàl·liques però també de plàstic, consistent en fondre un material i introduir-lo en una cavitat, anomenada motlle, on es solidifica. El procés tradicional és la fosa a sorra, per ser aquesta un material refractari molt abundant en la naturalesa i que, barrejada amb argila, adquireix cohesió i moldeabilitat sense perdre la permeabilitat que possibilita evacuar els gas és del motlle alhora que s'aboca el metall fos. La fosa en sorra consisteix a colar un metall fos, típicament aliatges de ferro, acer, bronze, llautó i altres, en un motlle de sorra, deixar solidificar i posteriorment trencar el motlle per extreure la peça fosa. Per a la fosa amb metalls com el ferro o el plom, que són significativament més pesats que el motlle de sorra, la caixa d'emmotllament és sovint coberta amb una xapa gruixuda per prevenir un problema conegut com a "flotació del motlle", que passa quan la pressió del metall empeny la sorra per sobre de la cavitat del motlle, causant que el procés no es porti a terme de forma satisfactòria.
  - Pulverimetal·lúrgia o metal·lúrgia de pólvores és un procés de fabricació que, partint de pols fina i després de la seva compactació per donar-los una forma determinada (compactat), s'escalfen en atmosfera controlada (sinteritzat) per a l'obtenció de la peça. Aquest procés és adequat per a la fabricació de grans sèries de peces petites de gran precisió, per a materials o barreges poc comunes i per controlar el grau de porositat o permeabilitat. Alguns productes típics són rodaments, arbres de lleves, einas de tall, segments de pistons, guies de vàlvules, filtres, etc.
  - Emmotllament per injecció procés semicontinu que consisteix a injectar un polímer en estat fos en un motlle tancat a pressió i fred, a través d'un orifici petit anomenat comporta. En aquest motlle el material es solidifica, començant a cristal·litzar en polímers semicristal·lins. La peça o part final s'obté en obrir el motlle i treure de la cavitat la peça modelada. L'emmotllament per injecció és una tècnica molt popular per a la fabricació d'articles molt diferents. Només en els Estats Units, la indústria del plàstic ha crescut a una taxa de 12% anual durant els últims 25 anys, i el principal procés de transformació de plàstic és l'emmotllament per injecció, seguit del d'extrusió. Un exemple de productes fabricats per aquesta tècnica són els famosos blocs interconnectes LEGO i joguines Playmobil, així com una gran quantitat de components d'automòbils, components per avions i naus espacials. Els polímers han aconseguit substituir altres materials com són la fusta, els metalls, les fibres naturals, les ceràmiques i fins i tot les pedres precioses, l'emmotllament per injecció és un procés ambientalment més favorable comparat amb la fabricació de paper, la tala d'arbres o cromats. Ja que no contamina l'ambient de forma directa, no emet gasos ni residus aquosos, amb baixos nivells de soroll. No obstant això, no tots els plàstics poden ser reciclats i alguns susceptibles de ser reciclats són dipositats en l'ambient, causant danys al medi ambient. La popularitat d'aquest mètode s'explica amb la versatilitat de peces que poden fabricar, la rapidesa de fabricació, el disseny escalable des de processos de prototips ràpids, alts nivells de producció i baixos costos, alta o baixa automatització segons el cost de la peça, geometries molt complicades que serien impossibles per altres tècniques, les peces modelades requereixen molt, poc o nul acabat, ja que són acabades amb la rugositat de superfície desitjada, color i transparència o opacitat, bona tolerància dimensional de peces modelades amb inserits o sense i amb diferents colors.
  - Emmotllament per bufat procés per mitjà del qual es produeixen objectes de plàstic buits, com ampolles. És un procés semicontinu que inclou dos passos, l'extrusió de polímer fos amb un perfil tubular anomenat parison i l'inflament d'aquest tub en un motlle, del qual pren la forma final el polímer extrudit.

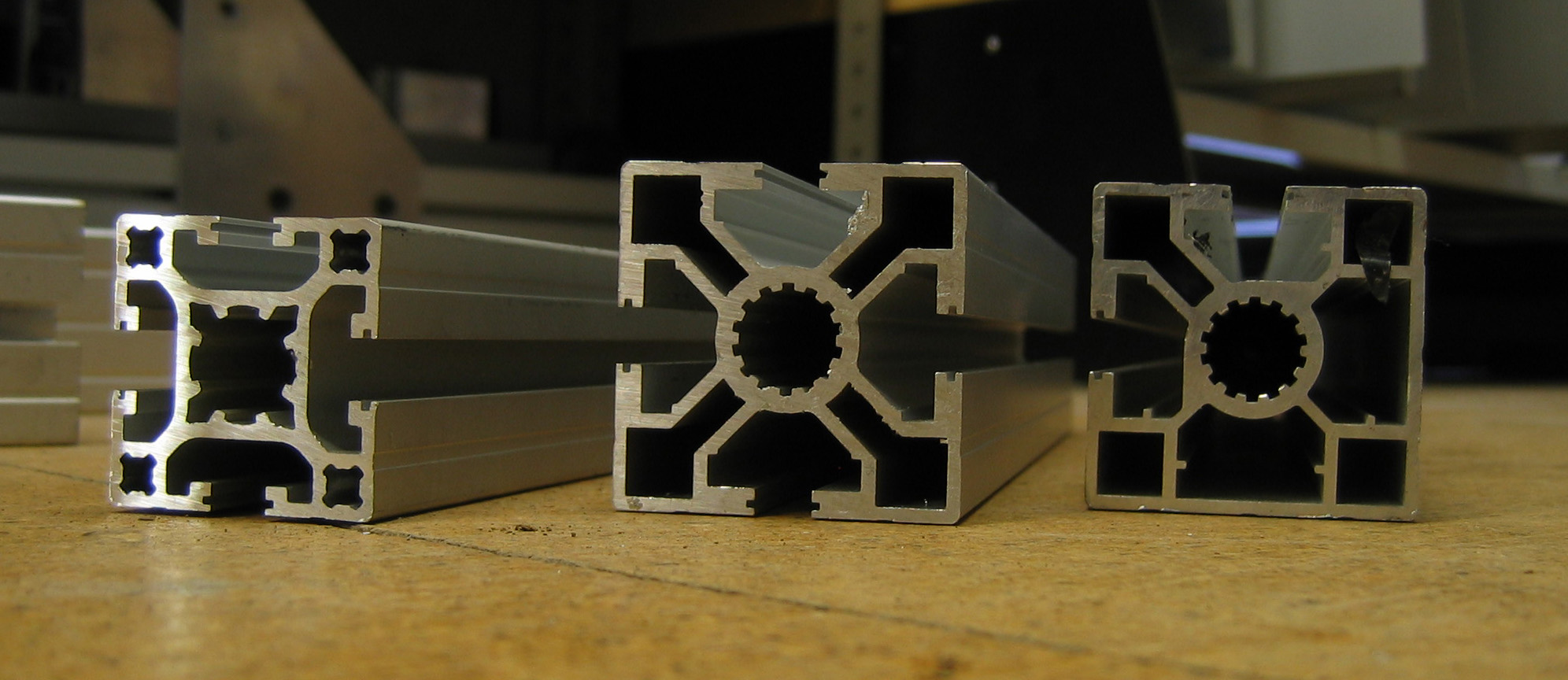
Alumini extrudit; perfils aptes per connectors especials

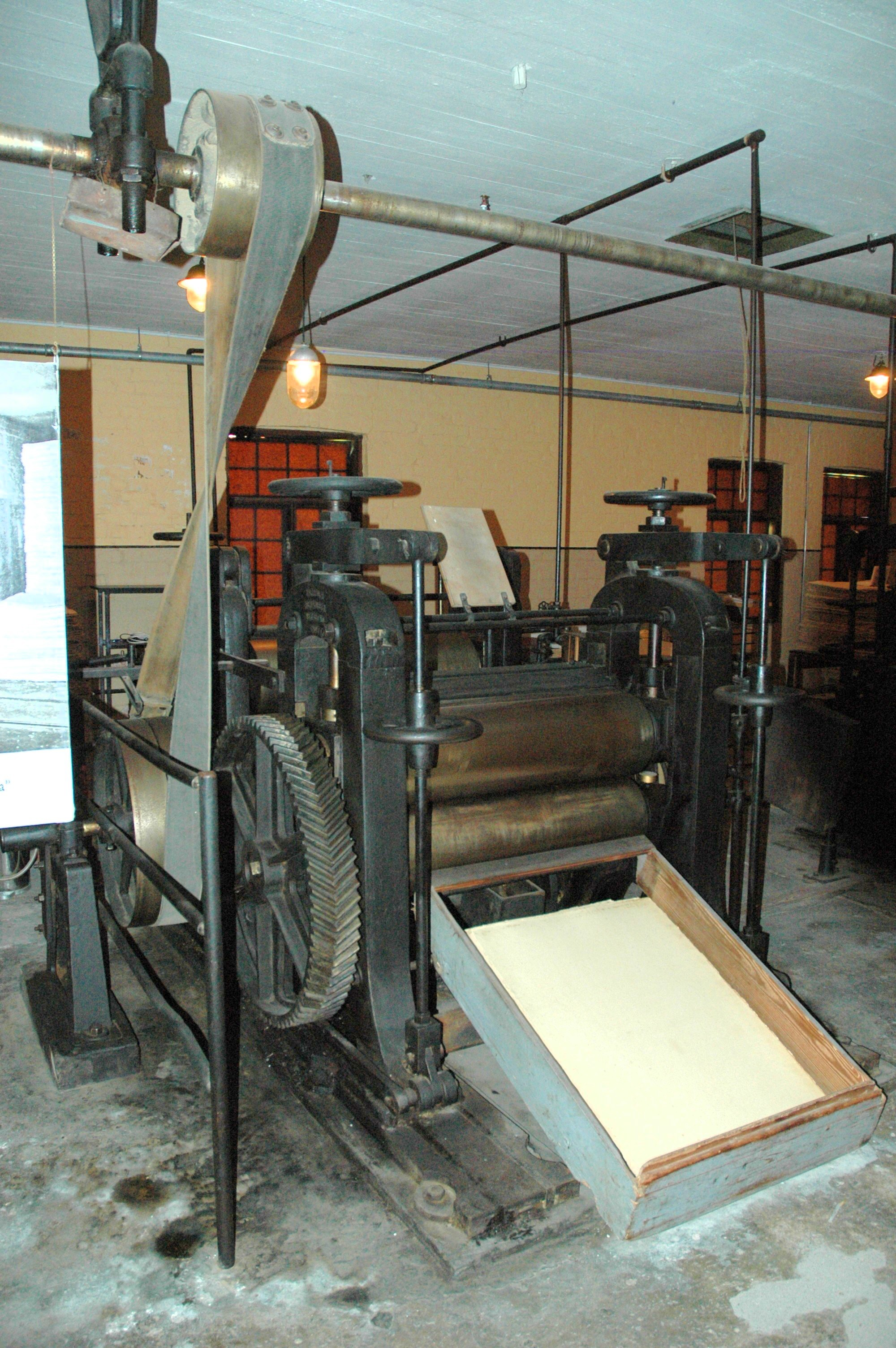
Calender machine

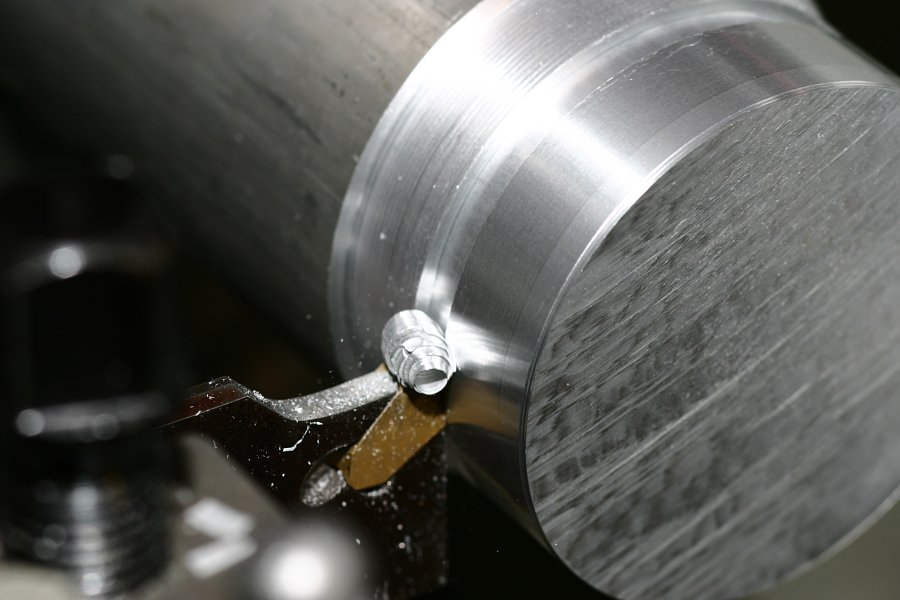
Arrencada de ferritja.

  - Emmotllament per compressió és un procés de Conformació de peces en què el material, generalment un polímer, és introduït en un motlle obert al que després se li aplica pressió perquè el material adopti la forma del motlle i calor perquè el material reticulat i adopti definitivament la forma desitjada. En alguns casos la reticulació és accelerada afegint reactius químics, per exemple peròxids. Es parla llavors d'emmotllament per compressió amb reacció química. També s'utilitza aquest procés amb materials compostos, per exemple plàstics reforçats amb fibra de vidre. En aquest cas el material no reticula sinó que adopta una forma fixa gràcies a l'orientació impresa a les fibres durant la compressió. L'emmotllament per compressió s'utilitza de forma comuna per a processar compost de fusta i plàstic, obtenint un material econòmic i durable que generalment s'usa en sostres, pisos i perfils en disseny de jardins.

L'emmotllament per compressió és el mètode menys utilitzat en obtenció de peces
- Conformació o deformació plàstica.
  - Laminació mètode de Conformació o deformació utilitzat per produir productes metàl·lics allargats de secció transversal constant. Aquest procés metal·lúrgic es pot realitzar amb diversos tipus de màquines. L'elecció de la màquina més adequada va en funció del tipus de làmina que es vol obtenir (gruix i longitud) i de la naturalesa i característiques del metall.
  - Forja consisteix a donar forma al metall per mitjà del foc i del martell. A la forja es modela el metall per deformació plàstica i és diferent d'altres treballs del ferro en els quals es retira i s'elimina part del material mitjançant broques, fresadores, torn, etc., I d'altres processos pels quals es dona forma al metall fos abocant-lo dins d'un motlle (fosa).
  - Extrusió és un procés usat per crear objectes amb secció transversal definides i fixes. El material s'empeny o s'extreu a través d'un encuny d'una secció transversal desitjada. Les dues avantatges principals d'aquest procés per sobre de processos manufacturats és l'habilitat per crear seccions transversals molt complexes i el treball amb materials que són trencadissos, perquè el material només es troba forces de compressió i de cisallament. També les peces finals es formen amb una terminació superficial excel·lent.[2] L'extrusió pot ser contínua (produint teòricament de forma indefinida materials llargs) o semicontínua (produint moltes parts). El procés d'extrusió es pot fer amb el material calent o fred. Els materials extruïts sovint inclouen metalls, polímers, ceràmiques, formigó i productes alimentaris.
  - Estirat
  - Conformació de xapa
  - Encongiment
  - Calandratge és un procés de Conformació que consisteix a fer passar un material sòlid a pressió entre corrons de metall generalment calents que giren en sentits oposats. La finalitat pot ser obtenir làmines de gruix controlat o bé modificar l'aspecte superficial de la làmina. Aquest procés s'aplica a una gran varietat de materials, incloent metalls, fibres tèxtils, paper i polímers. El calandratge de termoplàstics consisteix a passar el plàstic en estat viscoelàstic (Tg <T <Tm) per una sèrie de rodets per produir un full continu. Algun dels rodets pot estar gravat per donar una textura a la fulla resultant. El gruix de la làmina és donat per la distància existent entre dos corrons. Amb aquest procés es produeixen làmines que s'utilitzen com a matèria primera per a altres processos secundaris, però també productes com cortines de bany, catifes i impermeables.
- Processos amb arrencada de material
  - Mecanitzat comprèn un conjunt d'operacions de conformació de peces mitjançant remoció de material, ja sigui per arrencament de ferritja o per abrasió. Es realitza a partir de productes semielaborats com lingots, totxo o altres peces prèviament conformades per altres processos com emmotllament o forja. Els productes obtinguts poden ser finals o semielaborats que requereixin operacions posteriors.Operari treballant en un torn paral·lel

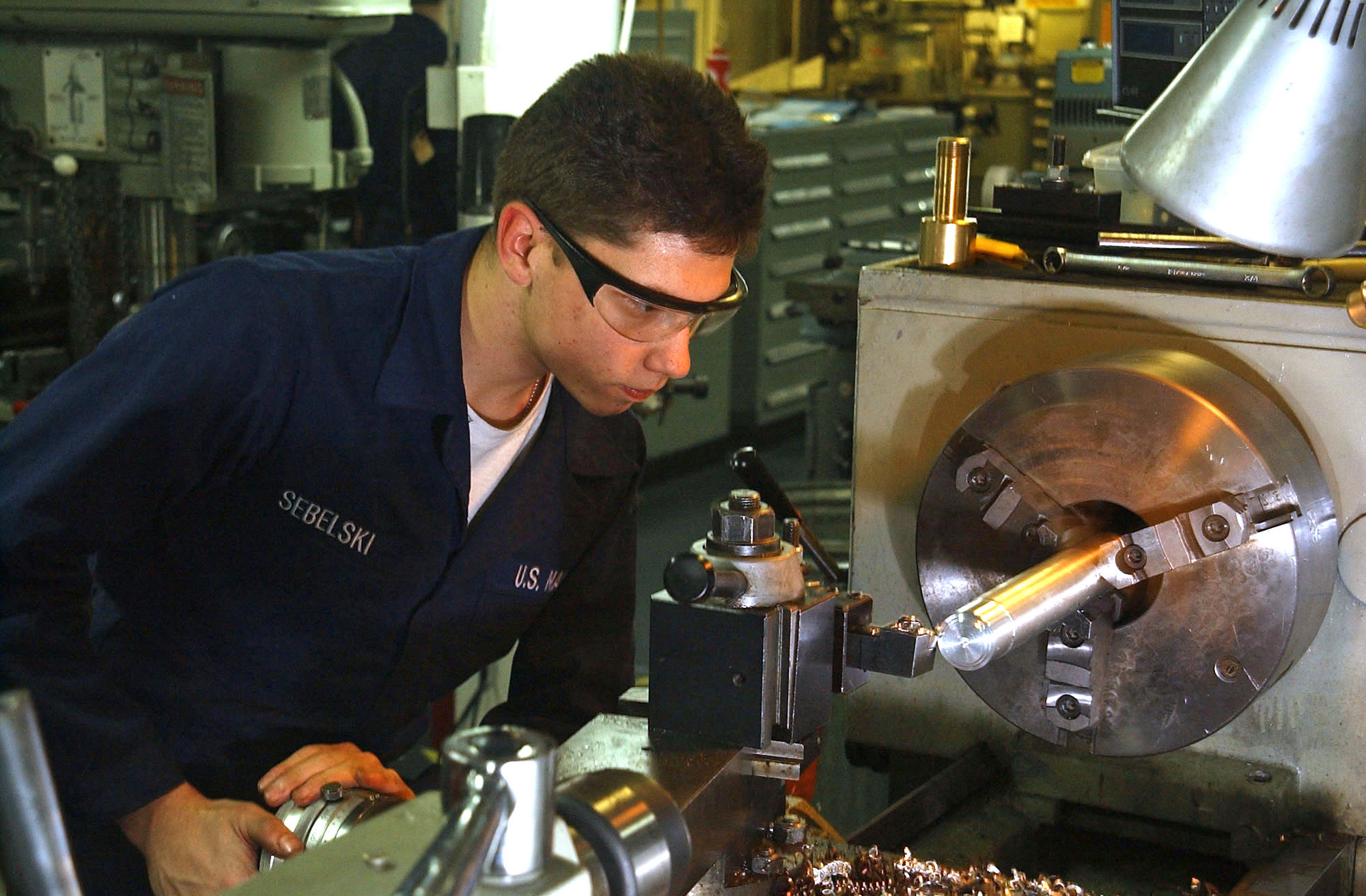
Operari treballant en un torn paral·lel

    - Tornejat operació de mecanitzat que es realitza en qualsevol dels tipus de torns que existeixen. El tornejat consisteix en els mecanitzats que es realitzen en els eixos de revolució o altres components que tinguin mecanitzats cilíndrics concèntrics o perpendiculars a un eix de rotació tant exteriors com interiors. Per efectuar el tornejat els torns disposen d'accessoris adequats per fixar les peces a la màquina i de les eines adequades que permeten realitzar totes les operacions de tornejat que cada peça requereixi. Avui dia els mecanitzats complexos i de precisió es realitzen en torn CNC, i les sèries grans de peces es fan a torn automàtic, però encara queden molts mecanitzats que es realitzen a torn paral·lel on cal una bona perícia i professionalitat de part dels operaris que els manegen.
    - Fresadora és una màquina de potència utilitzada per a donar formes complexes a peces de metall (o possiblement d'altres materials).[3]

En les fresadores tradicionals, la peça es desplaça acostant les zones a mecanitzar a l'eina, que permet obtenir formes diverses, des de superfícies planes a altres més complexes La seva forma bàsica és la d'un tallador rodant (fresa) que gira en l'eix vertical (com un trepant), i que es pot moure en tres dimensions (i, possiblement, en diverses orientacions) amb relació a la peça a mecanitzar (en contrast amb el trepant, que només es pot moure en una dimensió mentre forada). El moviment al llarg de la superfície de la peça a mecanitzar es porta a terme generalment mitjançant una taula mòbil en la qual es munta la peça a mecanitzar, preparada així per a moure's en dues dimensions. Es poden operar les màquines fresadores tant manualment com mitjançant control numèric per ordinador.
- -     - Trepanació: s'utilitza per perforar materials diversos. Els forats es fan per un procés d'arrencament de material mitjançant unes eines anomenades broques.

  - Electroerosió també conegut com a Mecanitzat per Descàrrega Elèctrica o EDM (pel seu nom en anglès, Electrical Discharge Machining). El procés d'electroerosió consisteix en la generació d'un arc elèctric entre una peça i un elèctrode en un medi dielèctric per arrencar partícules de la peça fins a aconseguir reproduir-hi les formes de l'elèctrode. Tots dos, peça i elèctrode, han de ser conductors, per tal que pugui establir l'arc elèctric que provoqui l'arrencada de material.
- Tractament tèrmic: procés al qual se sotmeten els metalls o altres sòlids per tal de millorar les seves propietats mecàniques, especialment la duresa, la resistència i la tenacitat. Els materials als quals s'aplica el tractament tèrmic són, bàsicament, l'acer i la fosa, formats per ferro i carboni. També s'apliquen tractaments tèrmics diversos als sòlids ceràmics.
  - Temperat: procés al qual se sotmet a l'acer, concretament a peces o masses metàl·liques ja conformades al mecanitzat, per augmentar la seva duresa, resistència a esforços i tenacitat. El procés es porta a terme escalfant l'acer a una temperatura aproximada de 915 °C en el qual la ferrita es converteix en austenita, després la massa metàl·lica és refredada molt aviat (excepte alguns casos on el refredament és "lent" acers autotemplables), submergint-ho oruixant-ho amb aigua, en oli, aire positiu o en altres fluids o sals. Després del temple sempre se sol fer un revingut.
  - Tremp: procés que segueix al de temperat de l'acer. Té com a finalitat reduir les tensions internes de la peça originades pel tremp o per deformació en fred. Millora les característiques mecàniques reduint la fragilitat, disminuint lleugerament la duresa, això serà tant més acusat com més alta sigui la temperatura de revingut.
  - Recuita: té com a finalitat una temperatura que permeti obtenir plenament la fase estable a falta d'un refredament prou lent perquè es desenvolupin totes les reaccions completes.
  - Nitruració: en el qual es modifica la composició de l'acer incorporant nitrogen durant el procés de tractament tèrmic, l'escalfament, en una atmosfera rica en nitrogen. El seu objectiu principal és el d'augmentar la duresa superficial de les peces, a més d'augmentar la seva resistència a la corrosió ia la fatiga.Peça de metall sinteritzat.

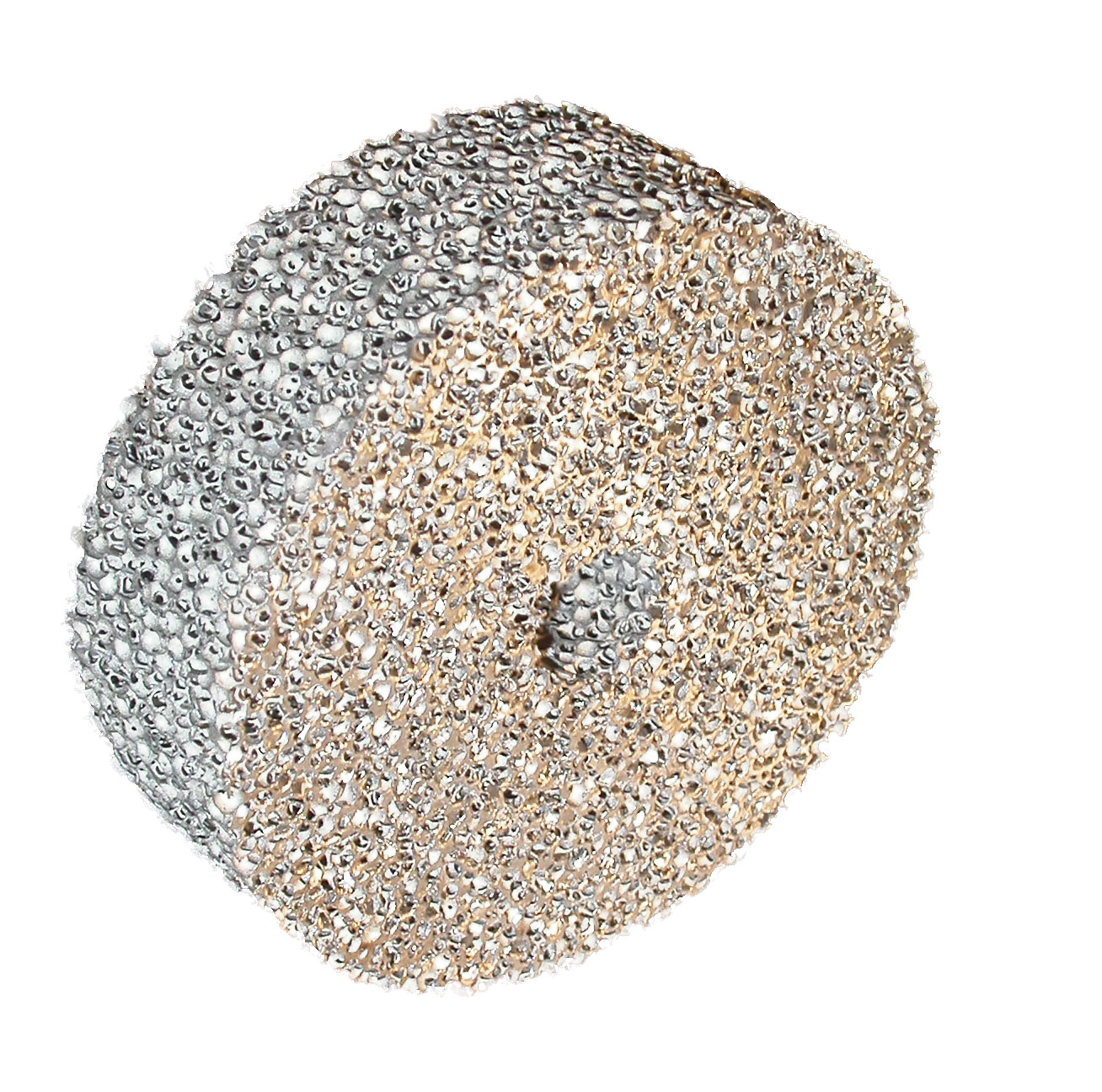
Peça de metall sinteritzat.

  - Sinterització: és el tractament tèrmic d'una pols o compactat metàl·lic o ceràmic a una temperatura inferior a la de fusió de la mescla, per incrementar la força i la resistència de la peça creant enllaços forts entre les partícules. En la fabricació de ceràmiques, aquest tractament tèrmic transforma un producte en pols en un altre compacte i coherent. La sinterització s'utilitza de manera generalitzada per a produir formes ceràmiques d'alúmina, beril·li, ferrita i titanat. A la sinterització les partícules coalescència per difusió a l'estat sòlid a molt altes temperatures, però per sota del punt de fusió del compost que es desitja sinteritzat. En el procés, la difusió atòmica té lloc entre les superfícies de contacte de les partícules per tal que resultin químicament unides.
- Tractaments superficials; Acabat
  - Elèctrics
    - Electropoliment

  - Abrasius
    - Poliment

### Tecnologia química
- Processos físics
- Processos químics
  - Tractaments superficials
    - Passivació hi ha moltes tècniques per a fomentar, enfortir o fins i tot crear artificialment una pel·lícula passivant en metalls, com per exemple el parkerizat o fosfatat, pavonat, anoditzat, etc. No obstant això, el nom procés de passivació o passivat de metalls normalment es reserva per a alguns pocs processos particulars encaminats a l'eliminació per oxidació química de materials estranys presents en superfícies metàl·liques i així enriquir selectivament del material que forma la pel·lícula passivant. D'aquesta manera, la pel·lícula passivant que es forma espontàniament serà de més gruix i més uniforme, la qual cosa presenta eventualment millors característiques de protecció contra la corrosió. La capa passivant és el resultat d'aquest procés químic, emprat per la indústria de la manufactura durant la producció d'alguns objectes o utensilis metàl·lics, incloent diversitat d'instruments quirúrgics, vàlvulas i connexions de precisió d'acer inoxidable. Per pertànyer als processos d'acabats (o processos secundaris), són aplicats generalment en banys d'immersió quasi sempre en les etapes finals i posteriors a la manufactura.